# Beverley (Australia)
Beverley è una città situata nella regione del Wheatbelt, in Australia Occidentale; essa si trova 133 chilometri a sud-est di Perth ed è la sede della Contea di Beverley.

## Storia
Beverly venne fondata nel 1831 dal medico della colonia del tempo, il dottor Charles Simmons: si pensa che egli decise di battezzare il nuovo insediamento prendendo spunto dalla sua città natale, Beverley nello Yorkshire, in Inghilterra. La cittadina si sviluppò poco negli anni seguenti, fino a quando non si trovò lungo il tracciato della ferrovia che collegava Perth con Albany nel 1889. Fin dagli inizi Beverley fu sede di un'unità amministrativa che mutò diverse volte nel corso degli anni, sia dal punto di vista dell'estensione che per quanto riguarda il nome, fino a raggiungere l'assetto definitivo nel 1961 con la Contea di Beverley.
Ancor oggi l'economia è basata principalmente sull'agricoltura, anche se a Beverley si concentrano i servizi commerciali ed industriali che fanno da supporto alla zona prettamente agricola della contea.